# Lygniodes morio
Lygniodes morio är en fjärilsart som beskrevs av Semper 1900. Lygniodes morio ingår i släktet Lygniodes och familjen nattflyn. Inga underarter finns listade i Catalogue of Life.